# Кузнічка (Великопольське воєводство)
Кузнічка (пол. Kuźniczka, нім. Kottenhammer) — село в Польщі, у гміні Велень Чарнковсько-Тшцянецького повіту Великопольського воєводства.
Населення — 99 осіб (2011).
У 1975-1998 роках село належало до Пільського воєводства.

## Демографія
Демографічна структура станом на 31 березня 2011 року:
|          | Загалом | Допрацездатний вік | Працездатний вік | Постпрацездатний вік |
| -------- | ------- | ------------------ | ---------------- | -------------------- |
| Чоловіки | 52      | 13                 | 35               | 4                    |
| Жінки    | 47      | 13                 | 24               | 10                   |
| Разом    | 99      | 26                 | 59               | 14                   |